# Diepenbeek
Diepenbeek (Limburgisch: Djoppenbeek) ist eine belgische Gemeinde in der Region Flandern mit 19.607 Einwohnern (Stand 1. Januar 2024).

## Geographie
Hasselt liegt sechs Kilometer nordwestlich, die niederländische Stadt Maastricht 18 Kilometer östlich, Lüttich 30 Kilometer südöstlich und Brüssel ca. 75 Kilometer westlich.  
Ortsteile von Diepenbeek sind:

Bijenberg, het Crijt, Dorpheide, Keizel, Lutselus, Pampert, Piannesberg, Reitje, Rooierheide, Rozendaal, und Zwartveld.
Nachbargemeinden sind Genk, Bilzen, Hoeselt, Kortessem und Hasselt.

## Verkehr
Die Gemeinde besitzt eine Autobahnanschlussstelle (30) an der A13/E 313 und einen Regionalbahnhof an der Bahnlinie Hasselt-Diepenbeek-Bilzen-Lüttich.
Maastricht Aachen Airport und der Flughafen Lüttich sind die nächsten Regionalflughäfen und nahe der Hauptstadt Brüssel gibt es den internationalen Flughafen Brüssel-Zaventem. 

## Bildung
In Diepenbeek befindet sich ein Campus der Universität Hasselt.

## Sonstiges
In Diepenbeek befindet sich eine Wetterstation des Belgischen Wetterdienstes.